# 邮发代号
邮发代号，又称邮政发行代号、报刊代号，是中国邮政系统给接办发行的报刊分配的代号。
在中国邮政系统内部，其标准名称是报刊代号；在报刊的版权页、封面、封底、报头等处，一般写作邮发代号。

## 格式
由两部分组成，前一部分为省份代码，由1至2位数字组成；后一部分为分配的序号，由1至3位数字组成。例如：2-41。
其中省份代码单数表示报纸，双数表示杂志。例如北京1表示报纸，2表示杂志。